# کاباره ولتر

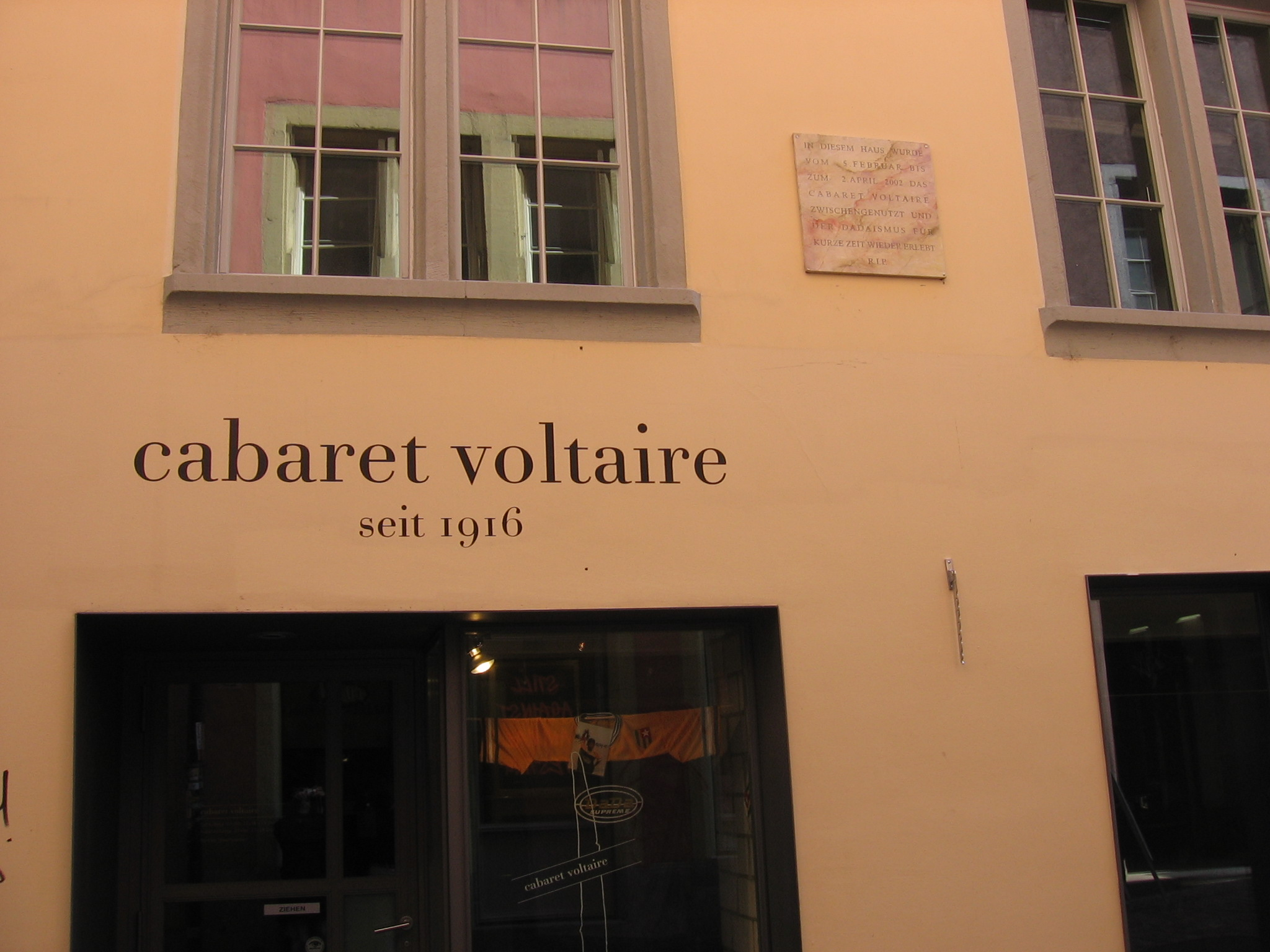
نمای کنونی کابارهٔ ولتر

کابارهٔ ولتر (آلمانی: Cabaret Voltaire) یک باشگاه شبانه در زوریخ بود که به‌دست هوگو بال و با همکاری امی هنینگز در تاریخ ۵ فوریه ۱۹۱۶ به‌عنوان کاباره‌ای هنری و سیاسی تأسیس شد. مارسل یانکو، تریستان تزارا، سوفی تویبر-آرپ و ژان آرپ از دیگر پایه‌گذاران کاباره بودند.
کاباره ولتر نقش بسزایی در شکل‌گیری جنبش دادا ایفا کرد.